# Affaires autochtones et du Nord Canada

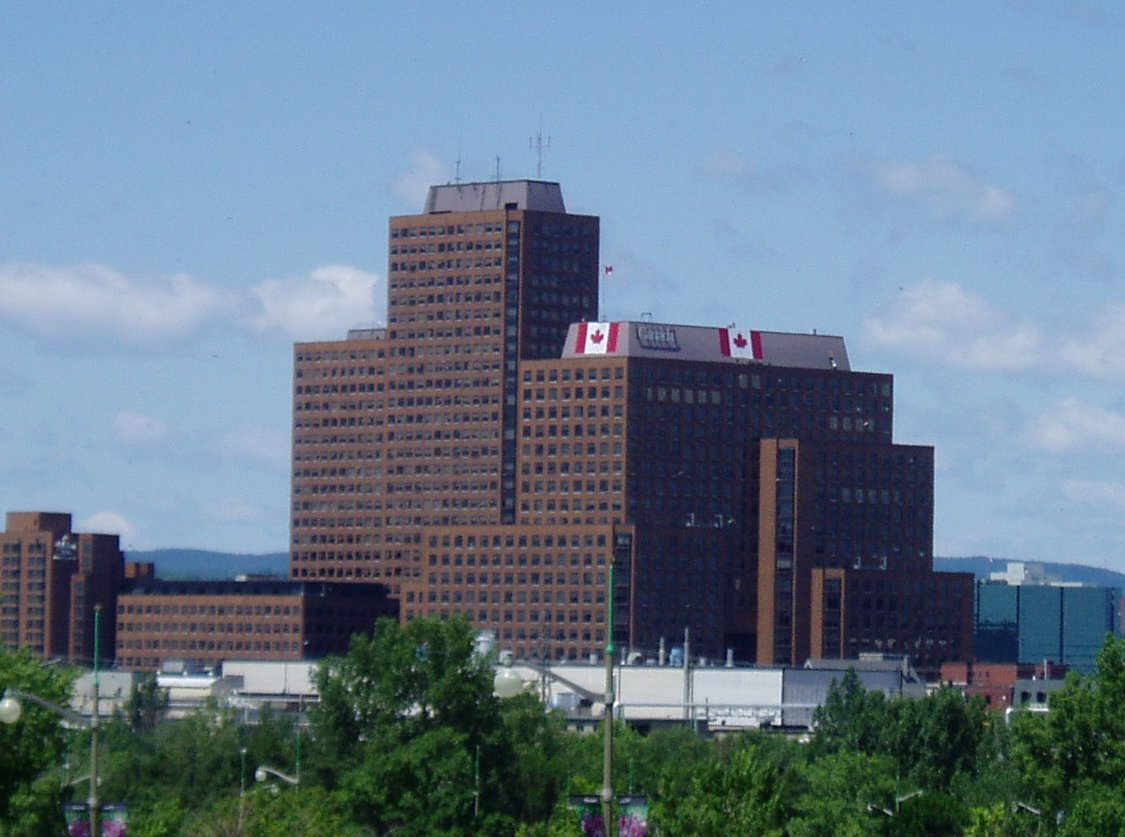
Les Terrasses de la Chaudière, où est situé le ministère

Affaires autochtones et du Nord Canada (anglais : Indigenous and Northern Affairs Canada) est un ministère du gouvernement fédéral du Canada, créé en 1966 et dissous en 2017, responsable des politiques relatives aux peuples autochtones canadiens (Premières Nations, Inuits et Métis) et au Nord canadien.
Le ministère est officiellement dissous en 2019 et remplacé par deux ministères distincts, soit Relations Couronne-Autochtones et Affaires du Nord Canada et Services aux Autochtones Canada.
Le ministère a son siège aux Terrasses de la Chaudière à Gatineau (Québec).

## Dénomination
D'après la législation, le nom du ministère est « ministère des Affaires indiennes et du Nord canadien ». Toutefois, après le remaniement 18 mai 2011, le titre du ministre et le nom du ministère parlent désormais d'« Affaires autochtones » au lieu d'« Affaires indiennes ». Ce changement doit refléter les responsabilités du ministère qui ont été élargies en 2004 avec l'intégration en son sein du Bureau de l'interlocuteur fédéral auprès des Métis et des Indiens et la création du Secrétariat des relations avec les Inuit.
Le terme « Autochtones » fait référence à la fois aux Premières Nations (le terme « Indiens », bien que toujours utilisé pour des raisons juridiques, est depuis les années 1970 souvent considéré comme péjoratifs), aux Métis et aux Inuits.
En 2015, le nom du ministère est simplifié pour Affaires autochtones et du Nord Canada

## Mandat
Le mandat du ministère est défini par une série de textes législatifs, dont la Constitution du Canada, la loi sur les Indiens et la loi sur le ministère des Affaires indiennes et du Nord canadien ainsi qu'une série de lois sur la gestion des terres, des finances et l'administration des Premières Nations.
Le ministère est le représentant du gouvernement du Canada en ce qui concerne la négociation et la mise en œuvre des accords sur la mise en œuvre de l'autonomie gouvernementale des Premières Nations et la mise en place des services publics dans celles-ci (éducation, développement économique, logement, infrastructures, etc.). Le ministre des Affaires autochtones est également l’interlocuteur auprès des Métis, des Indiens non inscrits et des Autochtones vivant en milieu urbain.
Le ministère est également chargé du « développement du Nord », c'est-à-dire des territoires du Nord-Ouest, du Yukon et du Nunavut pour lesquels il est chargé des services du gouvernement fédéral.

## Histoire
En 1755, la Couronne britannique établit l'Indian Department et crée le poste de surintendant des Affaires indiennes. Initialement, deux départements ont été créés. Le surintendant du département du Nord, responsable des négociations avec les Indiens vivant au nord de la rivière Ohio, poste occupé par Sir William Johnson, unique représentant britannique des Six-Nations. Johnson habite dans la province de New York, qui était situé au milieu du territoire Mohawk près du portage Oneida. Après la reddition de la Nouvelle-France en 1760, il continue de servir comme surintendant britannique des Affaires indiennes jusqu'à sa mort en 1774, Johnson travaille à maintenir les Amérindiens attachés aux intérêts britanniques. En 1774, le colonel Guy Johnson, neveu de Sir William, lui succéda et occupa le poste jusqu'en 1782, date à laquelle il fut remplacé par le général Sir John Johnson (2e baronnet), fils de Sir William, qui occupa le poste jusqu'en 1791, et de 1796 à sa mort à 88 ans en 1830.
Après 1796, la responsabilité des affaires indiennes dans le Haut-Canada fut confiée au lieutenant-gouverneur du Haut-Canada, John Graves Simcoe. En 1800, la responsabilité des affaires indiennes au Bas-Canada est confiée au gouverneur général du Canada Robert Prescott. En 1816, la responsabilité a été transférée au général, commandant des forces armées en Amérique du Nord. Dans la pratique, les affaires indiennes étaient gérées et supervisées par les bureaux du surintendant général des Affaires indiennes et les bureaux de l'inspecteur général du ministère des Affaires indiennes. Ces deux services ont été dissous en 1828 et le général H.C. Darling a occupé le poste de surintendant en chef des Affaires indiennes, supervisant le ministère des Affaires indiennes.En 1830, le Département des Indiens est scindé en deux, l'un pour le Haut-Canada et l'autre pour le Bas-Canada. Dans le Haut-Canada, le lieutenant-gouverneur a nommé un surintendant en chef pour superviser le ministère ;  dans le Bas-Canada, le secrétaire militaire a supervisé le ministère. Cette année-là, le colonel James Givins est nommé dans le Haut-Canada et le lieutenant-colonel Duncan Campbell Napier est nommé dans le Bas-Canada. Samuel Jarvis remplace Givins en 1837.  À partir de 1843, la responsabilité des relations avec les Indiens est confiée au gouverneur général qui la délègue souvent à un secrétaire. En 1860, la responsabilité des affaires indiennes est transféré du gouvernement britannique à celui de la province du Canada et est confié au commissaire pour les terres de la couronne.

## Confédération
Lors de la création de la Confédération canadienne, l'article 91(24) de la Loi constitutionnelle de 1867 confie la compétence des Indiens, des Métis et des Inuits au gouvernement fédéral. La loi sur les Indiens est adoptée en 1876 et une série de traités est signée entre le gouvernement canadien et les bandes indiennes.
La compétence sur les affaires indiennes, initialement confiée au secrétaire d'État du Canada en tant que « surintendant général des Affaires indiennes », a varié d'un ministère à l'autre :
- département du secrétaire d'État du Canada (jusqu'en 1869),
- département du secrétaire d'État pour les Provinces (1869-1873),
- ministère de l'Intérieur (1873-1880),
- département des Affaires des Sauvages (1880-1936) (portefeuille du ministre de l'Intérieur),
- ministère des Mines et des Ressources (1936-1950) (abolition du poste de surintendant des Affaires indiennes),
- ministère de la Citoyenneté et de l'Immigration (1950-1965),
- ministère du Nord canadien et des Ressources nationales (1966),
- ministère des Affaires indiennes et du Nord canadien (1966-2019).

En 1939, une décision fédérale a établi que la compétence envers les Indiens s'applique également aux Inuits. Le portefeuille du développement du Nord faisait initialement partie du ministère de l'Intérieur. Celui-ci est dissout en 1936 mais une administration des terres du Nord est rétabli en 1951 puis le ministère du Nord canadien et des Ressources nationales est créé en 1966, devant prendre en compte le domaine des affaires indiennes.
Le ministère subit des transformations entre août 2017 et juillet 2019 et remplacé par deux nouveaux ministères:
- Relations Couronne-Autochtones et Affaires du Nord Canada (RCAANC) ;
- Services aux Autochtones Canada (SAC).

La Loi sur le ministère des Affaires indiennes et du Nord canadien est officiellement abrogée le 15 juillet 2019 mettant fin à l’existence légale du ministère.